# Коуи, Джордж
Александер Джордж Коуи (англ. Alexander George Cowie; род. 9 мая 1961, Баки, Шотландия) — шотландский футболист, защитник. По завершении игровой карьеры — футбольный тренер.

## Карьера
Воспитанник английского клуба «Вест Хэм Юнайтед». 13 апреля 1982 года дебютировал за его основной состав, за который провел восемь игр. В дальнейшем играл на родине за ряд шотландских команд.
Завершив игровую карьеру, Коуи работал тренером в Океании. Он работал с молодежной сборную Папуа — Новой Гвинеи и несколько лет возглавлял главную национальную команду Соломоновых Островов. После переезда в Австралию, работал с коллективами из штата Квинсленд и признавался его лучшим футбольным наставником. Являлся тренером-инструктором Футбольной федерации Австралии и техническим директором Футбольной федерации Квинсленда.
На данный момент владеет кампанией «George Cowie Football», базирующейся в Квинсленде. Она проводит тренировки для молодых австралийских игроков и сотрудничает с родным клубом Коуи — «Вест Хэм Юнайтед».

## Достижения
- Серебряный призер Чемпионата Шотландии (1): 1985/1986
- Финалист Кубка Шотландии (1): 1985/86